# Estadi Municipal de Barraña
L'Estadi Municipal de Barraña és un camp de futbol de la localitat de Boiro, a la província de la Corunya. Propietat de l'Ajuntament, en ell hi juga els seus partits com a local el Club Deportivo Boiro.
Té un terreny de joc de gespa natural i una graderia coberta amb capacitat per a 1.400 espectadors. Té, a més, una cabina amb capacitat a sis periodistes, amb connexió a internet, llum i electricitat.